# Falkbergets naturreservat
Falkbergets naturreservat är ett naturreservat i Bräcke kommun i Jämtlands län.
Området är naturskyddat sedan 2020 och är 24 hektar stort. Reservatet ligger väster om Börjesjön på sydöstra branten av Falkberget och består av granskog med lövträd i sluttningen och ett litet kärr i öster nedanför. 